# Grace Jones

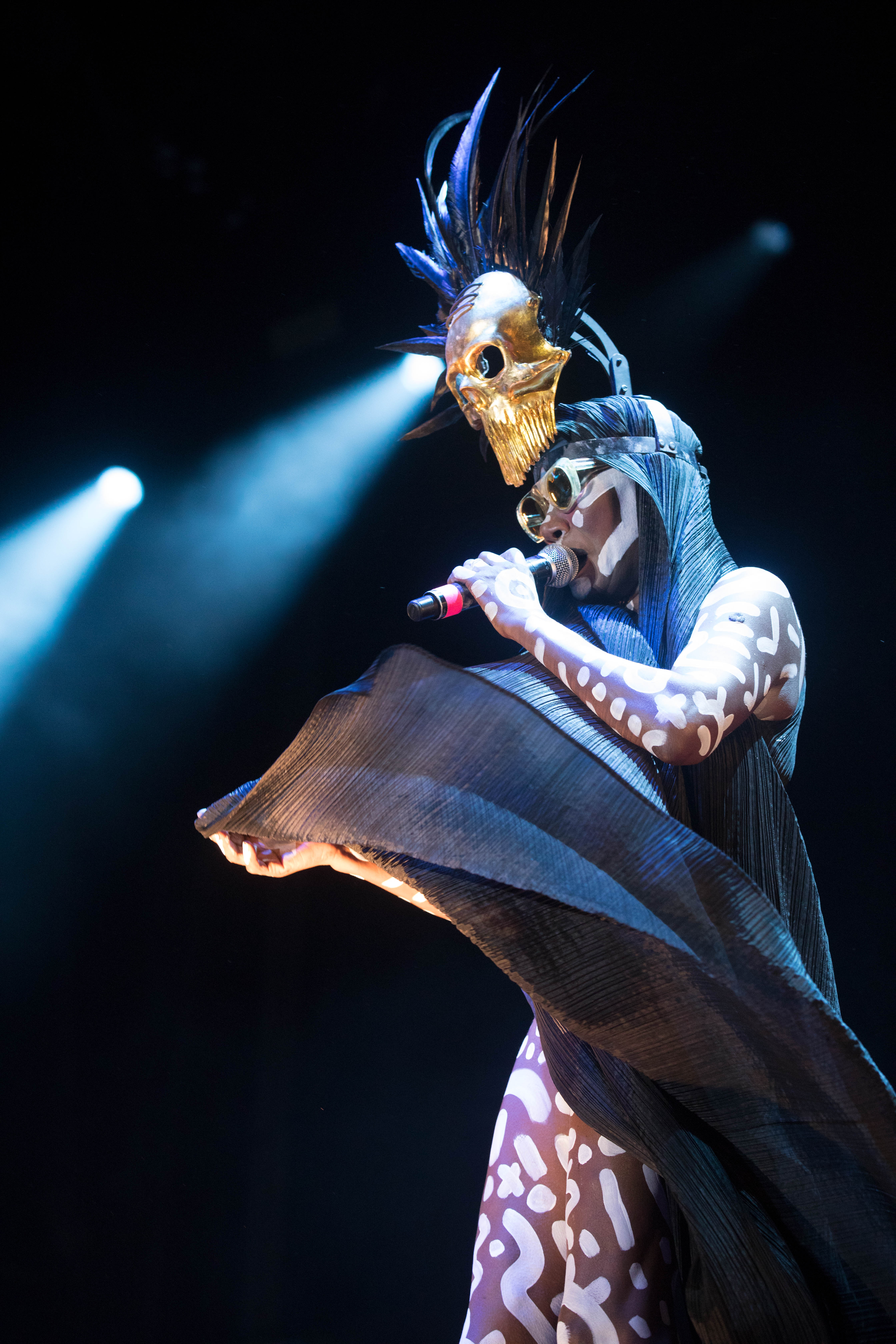
Grace Jones biểu diễn vào ngày 24 tháng 2 năm 2008, tại Sydney, Úc

Beverly Grace Jones (sinh ngày 19 tháng 5 năm 1948) là ca sĩ và diễn viên người Jamaica, người được đề cử Giải thưởng Mộc tinh cho Diễn viên phụ Xuất sắc nhất trong các phim Conan the Destroyer, A View to a Kill, và Vamp. Bà cũng là nhân vật được đề cử Giải thưởng Grammy. Là một cô gái táo bạo ngay từ những năm đầu đời, bà rời đến Philadelphia với một người có chuyên môn về kịch để làm việc trong một vở kịch khi bà còn học tại một trường cao đẳng. Bà rời đến Paris và tham gia công nghiệp thời trang. Có một sự thật rằng bà không phải là một người đẹp theo quy ước nhưng vẫn theo nghiệp người mẫu. May mắn thay, hoàn cảnh thời trang tại Paris cởi mở hướng tới những cô gái không theo quy ước như bà, một người da màu và có xương to bước vào một thế giới được thống trị bởi bởi những người phụ nữ có đường cong hấp dẫn, nữ tính và xinh đẹp. Grace trở thành một người phụ nữ thành công trong lĩnh vực thời trang khi trở thành người mẫu của Yves St. Laurent, Claude Montata và Kenzo Takada. Với vai trò là một người mẫu, bà hoạt động kiên trì để có được các cơ hội diễn xuất và xuất hiện trong một loạt các bộ phim có kinh phí thấp. Người phụ nữ tài năng này còn là một nhạc sĩ có tài khi bà là một phần của phong trào New Wave trong thập niên 1970. Những bài hát nổi bật của bà gồm Pull Up to the Bumper, I’ve Seen That Face Before, và Slave to the Rhythm.

## Tuổi thơ và cuộc sống đầu đời[11]
Bà sinh ra tại Spanish Town, Jamaica, là con gái của Marjorie Jones và Robert Jones. Cha của Grace là một chính trị gia và một tu sĩ của Giáo hội Tông truyền. Grace lớn lên tại Jamaica cùng với ông bà của mình khi cha mẹ bà làm việc tại Hoa Kỳ. Grace là một cô bé nhút nhát và gầy giơ xương và thỉnh thoảng bị bắt nạt bởi các bạn cùng lớp. Bà tìm được sự an ủi trong thể thao nơi mà bà trở thành một người xuất sắc. Ba rời đến New York khi 13 tuổi và nhập học tại Đại học Syracuse sau khi hoàn thành cấp học phổ thông. Bà học tiếng Tây Ban Nha. Tuy nhiên, bà cắt ngang việc học đại học của mình để theo một người có chuyên môn về kịch đến Phliadelphia để làm việc với ông ta trong một vở kịch. 

## Sự nghiệp[11]

### Thập niên 1970
Grace ký với môi giới Wilhelmina Modelling khi bà 18 tuổi. Bà có làn da màu và có tính chất đồng tính luyến ái - những đặc điểm không theo quy ước đã giúp bà có những cơ hội rộng rãi để làm việc với Yves St. Laurent, Claude Montana, và Kenzo Takada.
Grace cho phát hành một số lượng single trong các năm 1975-1976, tuy nhiên chúng không phải là thành công lớn của bà. Vào năm 1977, bà phát hành album Portfolio, trong đó có phần biểu diễn mang tính chất nổi bật của bà cho bài hát nổi tiếng La Vie en rose. Thành công của labum đầu tiên này đã thúc đẩy bà phát hành album tiếp theo với sự thành công nhanh chóng. Fame được ra mắt vào năm 1978, bài hát nổi bật của album là Do or Die đã trở thành một cú hích lớn trong các bảng xếp hạng các bản nhạc nhảy của Hoa Kỳ và Canada. Năm 1979, bà phát hành album Muse. Phần đầu tiên của album này bao gồm các bản phối trộn các bài hát liên tục của 4 bài hát và một bài tường thuật về một ai đó đã phạm tội; phân thứ hai gồm các bài hát của disco.

### Thập niên 1980
Album thành công nhất của Grace, Nightclubbing, được phát hành vào năm 1981. Nó bao gồm các bài hát Pull Up to the Bumper và I've Seen That Face Before (Libertango). Sau thành công của album này, bà tiến đến thành công nhanh chóng tiếp theo với album Living My Life vào năm 1982. Album này là một thành công mang tính thương mại và chạm đến vị trí thứ 20 trong bảng xếp hạng của một số quốc gia.
Sau khi đóng một số vai diễn nhỏ trong các bộ phim có kinh phí thấp quá lâu, bà có vai diễn quan trọng đầu tiên trong đời trong phim Conan the Destroyer, vai Zula, vào năm 1984. Bộ phim có sự tham gia của ngôi sao Arnold Schwarzenegger là một thành công lớn trên trường quốc tế. Tiếp theo, bà đóng vai May Day trong bộ phim có nhân vật nổi tiếng James Bond A View to a Kill vào năm 1985. Bộ phim là một thành công lớn về mặt thương mại mặc dù không nhận được những nhìn nhận ưa thích.
Cũng trong năm 1985, album Slave to the Rhythm là một album mang tính định nghĩa với âm nhạc được xếp vào các thể loại funk, R&B, và go-go beats. Về mặt thương mại, đó là một thành công rất lớn và được biểu diễn tốt ở các quốc gia nói tiếng Đức. Bà thể hiện sự đột phá đầu tiên vào lĩnh vực sản xuất với album Inside Story vào năm 1986. Bà tìm tòi các yếu tố của jazz, gospel và âm nhạc Caribe. Tất cả các bài hát được viết bởi Grace Jones và Bruce Woolley.

### Sau đó
Grace Jones không phát hành bất kỳ album nào trong thập niên 1990. Sau gần 20 năm im ắng, album Hurricane đã được phát hành vào năm 2008. Album này bao gồm các bài hát mang tính chất tự truyện như This Is, William’s Blood, và Love You to Life.

## Điểm nhấn chính[11]
- Album Nightclubbing là một sự vượt qua giới hạn trong sự nghiệp của bà và là thành công thương mại lớn nhất của Grace Jones. Album này bao gồm phần biểu diễn lại theo phong cách reggae của bài hát của Flash and the Pan, Bill Withers, Iggy Pop và Astor Piazzolla. Album xuất hiện tại vị trí thứ 5 trong bảng xếp hạng của ít nhất 4 quốc gia.

## Giải thưởng và thành tựu[11]
- Bà được đề cử cho Giải thưởng Mộc tinh cho Diễn viên Phụ Xuất sắc nhất trong các bộ phim:

- Conan the Destroyer (1984)
- A View to a Kill (1985)
- Vamp (1986)

## Đời tư[11]
- Grace Jones có mối quan hệ đối với đối tác lâu dài của bà, Jean-Paul Goude, người có với bà một đứa con trai. Bà cũng là bà của đứa con của đứa con trai đó.
- Bà đã một lần kết hôn với nhà sản xuất Chris Stanley và Atila Altaunbay. Bà cũng có những cuộc tình lãng mạn khác đối với một số người đàn ông khác.